# Azara
Azara és un municipi aragonès situat a la província d'Osca i enquadrat a la comarca del Somontano de Barbastre.
La temperatura mitjana anual és de 12,9° i la precipitació anual, 580 mm.